# Olympische Sommerspiele 1932/Teilnehmer (Irland)
| Gelbes Symbol für Goldmedaillen mit stilisierten Olympischen Ringen | Graues Symbol für Silbermedaillen mit stilisierten Olympischen Ringen | Braundes Symbol für Bronzemedaillen mit stilisierten Olympischen Ringen |
| ------------------------------------------------------------------- | --------------------------------------------------------------------- | ----------------------------------------------------------------------- |
| 2                                                                   | —                                                                     | —                                                                       |

Der Irische Freistaat nahm an den Olympischen Sommerspielen 1932 in Los Angeles mit einer Delegation von 16 Athleten (14 Männer und 2 Frauen) an zehn Wettkämpfen in drei Wettbewerben teil.
Die irischen Sportler gewannen zwei Goldmedaillen in der Leichtathletik: Pat O’Callaghan wurde im Hammerwurf Olympiasieger, während Bob Tisdall über 400 m Hürden den ersten Platz belegte. O’Callaghan fungierte zudem als Fahnenträger bei der Eröffnungsfeier.

## Teilnehmer nach Sportarten

### Boxen
- Paddy Hughes
Bantamgewicht: 9. Platz

- Ernest Smith
Federgewicht: 5. Platz

- Larry Flood
Weltergewicht: 9. Platz

- William Murphy
Halbschwergewicht: 4. Platz

### Kunstwettbewerbe
- George Collie
- Humbert Craig
- Frances J. Kelly
- Charles Lamb
- Seán O’Sullivan
- Hilda Roberts
- Leo Whelan
- Jack Butler Yeats

### Leichtathletik
Männer
- Bob Tisdall
Gold  400 m Hürden
Zehnkampf: 8. Platz

- Pat O’Callaghan
Gold  Hammerwurf

- Sonny Murphy
3000 m Hindernis: Vorlauf

- Eamonn Fitzgerald
Dreisprung: 4. Platz